# Winfred Amoah
Winfred Amoah (* 18. Mai 2000 in St. Gallen, Schweiz) ist ein österreichischer Fußballspieler ghanaischer Abstammung.

## Karriere
Amoah begann seine Karriere beim SK Sturm Graz. Bei den Grazer durchlief er ab der Saison 2014/15 auch sämtliche Altersstufen in der Akademie. Im Juli 2018 debütierte er gegen den ATSV Stadl-Paura für die Amateure von Sturm in der drittklassigen Regionalliga. Im März 2019 erzielte er bei einem 3:0-Sieg gegen Stadl-Paura sein erstes Tor in der Regionalliga. In der Saison 2018/19 kam er insgesamt zu 28 Drittligaeinsätzen, in denen er zwei Tore erzielte.
Im September 2019 stand er gegen den SCR Altach erstmals im Profikader der Grazer. In der Winterpause der Saison 2019/20 rückte er fest in den Profikader auf. Im Juni 2020 erhielt er einen bis Juni 2022 laufenden Vertrag bei Sturm. Im Juli 2020 debütierte er für die Profis in der Bundesliga, als er am 32. Spieltag der Saison 2019/20 gegen den TSV Hartberg in der 79. Minute für Jakob Jantscher eingewechselt wurde.
Zur Saison 2020/21 wurde er auf Kooperationsbasis an den Zweitligisten Kapfenberger SV verliehen. Bis zum Ende der Leihe kam er zu 21 Einsätzen in der 2. Liga für die KSV. Zur Saison 2021/22 kehrte er zunächst nach Graz zurück, ehe er im August 2021 fest nach Kapfenberg wechselte. In seiner zweiten Zeit in Kapfenberg absolvierte er 50 Zweitligapartien, in denen er siebenmal traf.
Zur Saison 2023/24 wechselte er zum Ligakonkurrenten DSV Leoben. Für Leoben absolvierte er alle 30 Zweitligaspiele und erzielte dabei fünf Tore. Den Steirern wurde aber nach Saisonende die Zweitliga-Zulassung entzogen. Daraufhin schloss er sich zur Saison 2024/25 dem Zweitligisten SKN St. Pölten an, bei dem er einen bis 2026 laufenden Vertrag erhielt.

## Persönliches
Sein Vater Charles (* 1975) spielte ebenfalls für Sturm und war ghanaischer Nationalspieler.